# Escaria pallens
Escaria pallens är en fjärilsart som beskrevs av Barnes och Benjamin 1923. Escaria pallens ingår i släktet Escaria och familjen nattflyn. Inga underarter finns listade i Catalogue of Life.